# Oliarus salazarica
Oliarus salazarica är en insektsart som beskrevs av Van Stalle 1987. Oliarus salazarica ingår i släktet Oliarus och familjen kilstritar. Inga underarter finns listade i Catalogue of Life.